# Paul de Gibon
Paul de Gibon est un homme de lettres français, né à Redon (Ille-et-Vilaine) le 5 janvier 1863 et mort à Grasse le 6 janvier 1929.

## Biographie
Paul de Gibon est le fils du colonel Arthur de Gibon et de Bathilde de La Porte du Theil. Il épouse Madeleine Josson de Bilhem.
Il est président de l'Union catholique de la Manche, vice-président du Syndicat des agriculteurs de la Manche et de la Société d'études historiques et économiques Le Pays de Granville.

## Travaux
- Études sur le renouveau économique dans le centre et le sud de la Manche, I, industrie, II, commerce, dans le passé, le présent et l'avenir (1919)
- Un archipel normand, les îles Chausey et leur histoire (1918, 2007 - prix Montyon 1919)
- Le Port de Granville depuis ses origines (1911)
- Les Catholiques et la presse (1900)

## Hommages
Une rue de Granville porte son nom.